# Abdelaziz Belkhadem
Abdelaziz Belkhadem (in arabo عبد العزيز بلخادم; Aflou, 8 novembre 1945) è un politico algerino.
È stato Primo ministro dell'Algeria, dal maggio 2006 al giugno 2008.
Membro del Fronte di Liberazione Nazionale, dal giugno 2008 è Ministro di Stato, ossia rappresentante personale del Presidente Abdelaziz Bouteflika.